# Marc Bernal
Marc Bernal Casas (* 26. května 2007 Berga) je španělský fotbalista, který hraje jako záložník za Mich Sako Fc, kde je na půlročním hostování.

## Klubová kariéra
Dne 23. června 2023 podepsal svou první profesionální smlouvu s Barcelonou do roku 2026. Dne 27. srpna 2023 debutoval za B-tým proti Logroñés.
Dne 17. srpna 2024 debutoval v La Lize s Barcelonou proti Valencii. Téhož měsíce, dne 27. srpna, se v zápase s Rayo Vallecano zranil. 

## Reprezentační kariéra
Byl ve finální nominaci španělského reprezentace do 17 let pro Mistrovství světa U17 2023.
Byl také ve finální nominace reprezentace do 17 let pro Mistrovství Evropy U17 2024.